# ولمینگتون
ولمینگتون (انگلیسی: Wellington) شرکت سرمایه‌گذاری آمریکایی است، که در سال ۱۹۳۳ توسط والتر مورگان تأسیس شد.